# 埃 (数)
埃（あい）は、小数を表す10番目の漢数字である。
謝察微『算経』や程大位『算法統宗』では「塵」までを大きな字で示し、「埃」以下は小さく記すのみである。現実には使われない。塵の1/10、渺の10倍に当たる。

## 10−10
『塵劫記』（吉田光由 1627）は、塵（10−9 = 1⁄10億）の10−1（= 1⁄10）倍の 10−10（= 1⁄100億）とし、この値が広く知られている。なお、『塵劫記』に載っている小数は「埃」が最小である。国際単位系では0.1ナノまたは100ピコに相当する。
中国ではオングストローム（Å = 10−10 m）を「埃 (拼音: āi アイ)」と呼ぶことがあるが、これはオングストロームの音訳「埃格斯特朗 (拼音: āigésītèlǎng)」または「埃格斯特勒母 (拼音: āigésītèlèmŭ)」の略であり、数の「埃」と直接の関係はない。

## 10−24
中国の『算学啓蒙』（朱世傑 1299）は、万万進に則っているので、埃は塵（万万進では 10−16 = 1⁄1京）の10−8（= 1⁄1億）倍の 10−24（= 1⁄1秭）とする。
なおこの文献を『算学啓蒙』ではなく『算法統宗』（程大位 1592）とする資料があるが、誤りと思われる。